# NGC 661
NGC 661 je eliptická galaxie v souhvězdí Trojúhelníku. Její zdánlivá jasnost je 12,2m a úhlová velikost 1,6′ × 1,3′. Je vzdálená 176 milionů světelných let, průměr má  světelných let. Galaxii objevil 26. října 1786 William Herschel.